# Gravit
Gravit, pare-i-fill o pedrafic (Pallenis spinosa) és una planta silvestre de la família Asteràcia molt comuna als Països Catalans i utilitzada en rams de flors silvestres.

## Descripció
Hemicriptòfit amb tiges de fins a 60 cm, amb pubescència per tota la planta, dures, de base llenyosa, amb branques que assoleixen l'altura de la tija principal. Les fulles, alternes, són de lanceolades a el·líptiques, amb l'àpex obtús i mucronat. Les fulles basals són peciolades, mentre que les caulinars són sèssils i semiamplexicaules. Les flors es reuneixen en inflorescències de tipus capítol, protegits per un involucre de bràctees disposades en 2 o 3 fileres; les externes, d'1,5 a 3,5 cm, són ovades, coriàcies en la base, més llargues que les ligulades i amb aspecte de fulla. Destaca el seu àpex, amb una espina llarga, d'on li ve el nom científic de l'espècie. Les flors internes són ovades, coriàcies, i poden tindre l'àpex curt i estret. El receptacle és convex i sense escates, i en aquest es disposen flors ligulades grogues en dues fileres, femenines, amb 3 dents apicals molt marcades, i flors tubulars també grogues, hermafrodites, que tenen el tub comprimit mostrant de vegades 1 o 2 ales estretes i 5 lòbuls a l'extrem. L'androceu consta de 5 estams epipètals, amb anteres sagitades proveïdes d'apèndixs basals enters o lacerats, formant un tub que envolta l'estil. El gineceu té un ovari ínfer, unilocular, del qual sorgeix un estil solitari amb dos estigmes. El fruit és un aqueni, cípsela, de 2 - 2,5 mm, els externs estan molt comprimits i són alats, mentre que els interns estan lleugerament comprimits i a penes alats, si ho estan, i tenen un vil·là format per nombroses escates hialines. Floreix de maig a juliol.

## Hàbitat
Habita prats i ambients ruderals secs de la regió mediterrània (fenassars, prats secs, erms, etc.) des del nivell del mar als 1500 m d'altitud. Degut a això es tracta d'una de les plantes que colonitzen els ambients molt erosionats i alterats.
Més concretament, apareix en comunitats riques en camèfits pulviniformes i hemicriptòfits en mota, des de pujols a subalpines i supramediterrànies desenvolupades sobre sòls humits o molt humits que apareixen en sòls ben estructurats, a vegades succints. Encara que també en pasturatges d'alta cobertura dominats per hemicriptòfits i camèfits que s'assenten en sòls profunds amb una distribució eurosiberiana i mediterrània.
És una planta bioindicadora de sòls argilosos de caràcter bàsic (calcari), compactats i secs.

## Noms vernacles
àrnica (PV, C), arnica (PV), àrnica borda (C), barret de frare (C), corona de rei (C), espinosa (PV), gira-sol (C), gravit (C), herba de pare i fill (C), herba febrera (C), margarida punxosa (PV), pare-i-fill (B), pedrafic (PV), pares-i-fills (PV), punxera (PV), pares-i-fills (PV) i ull de bou (C).

## Subespècies
- Pallenis spinosa subsp. asteroidea (Viv.) Greuter
- Pallenis spinosa subsp. aurea (Willk.) Nyman
- Pallenis spinosa subsp. maroccana (Aurich & Podlech) Greuter
- Pallenis spinosa subsp. spinosa (L.) Cass[9]

## Galeria

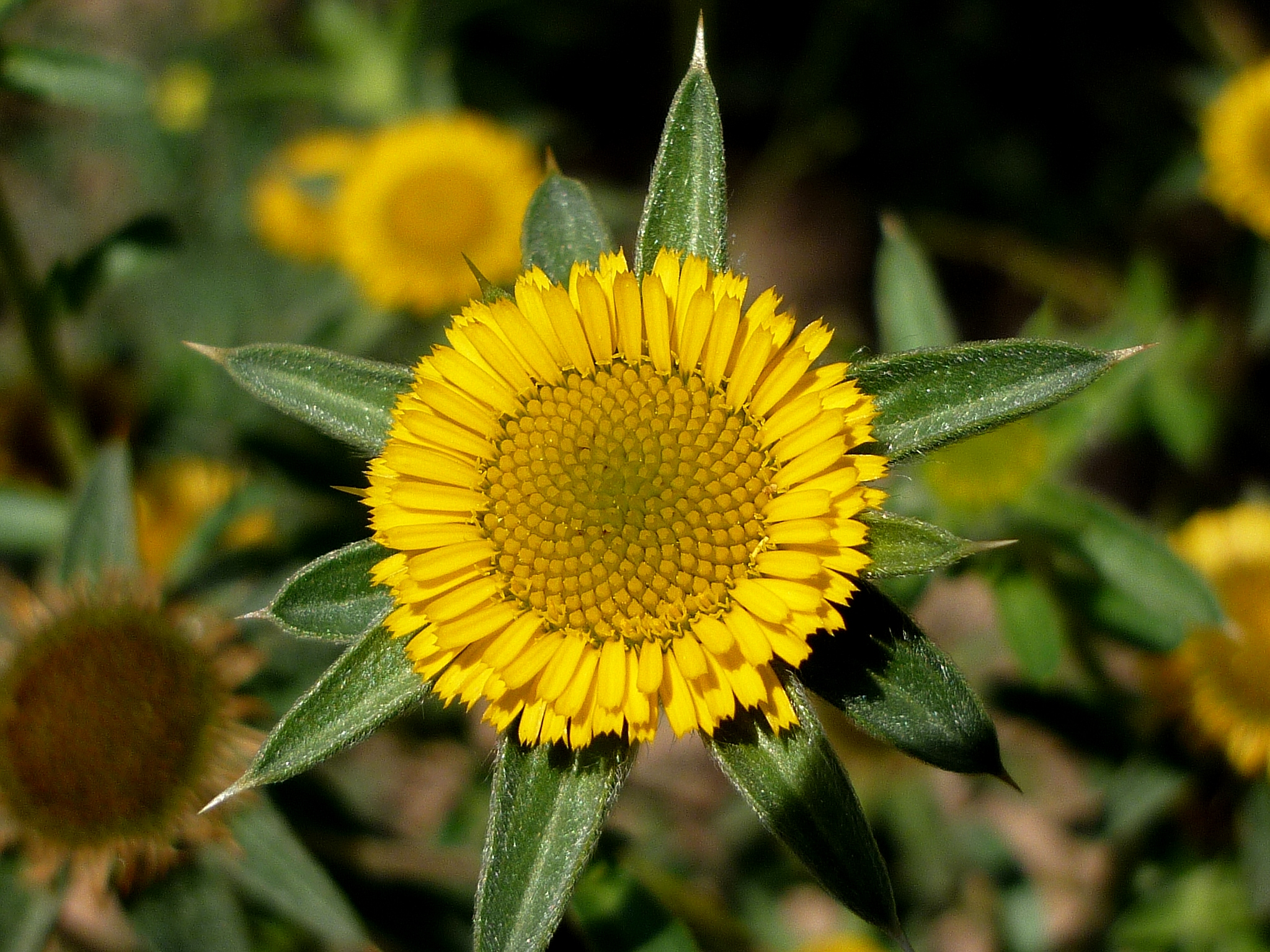
Detall de la inflorescència.
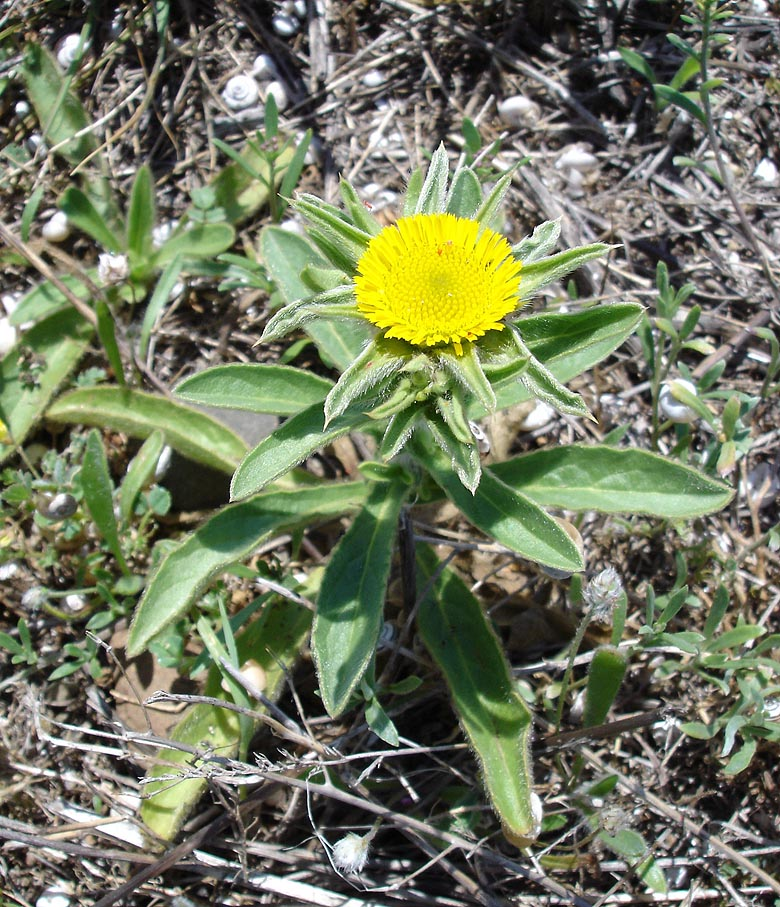
Individu en camp.
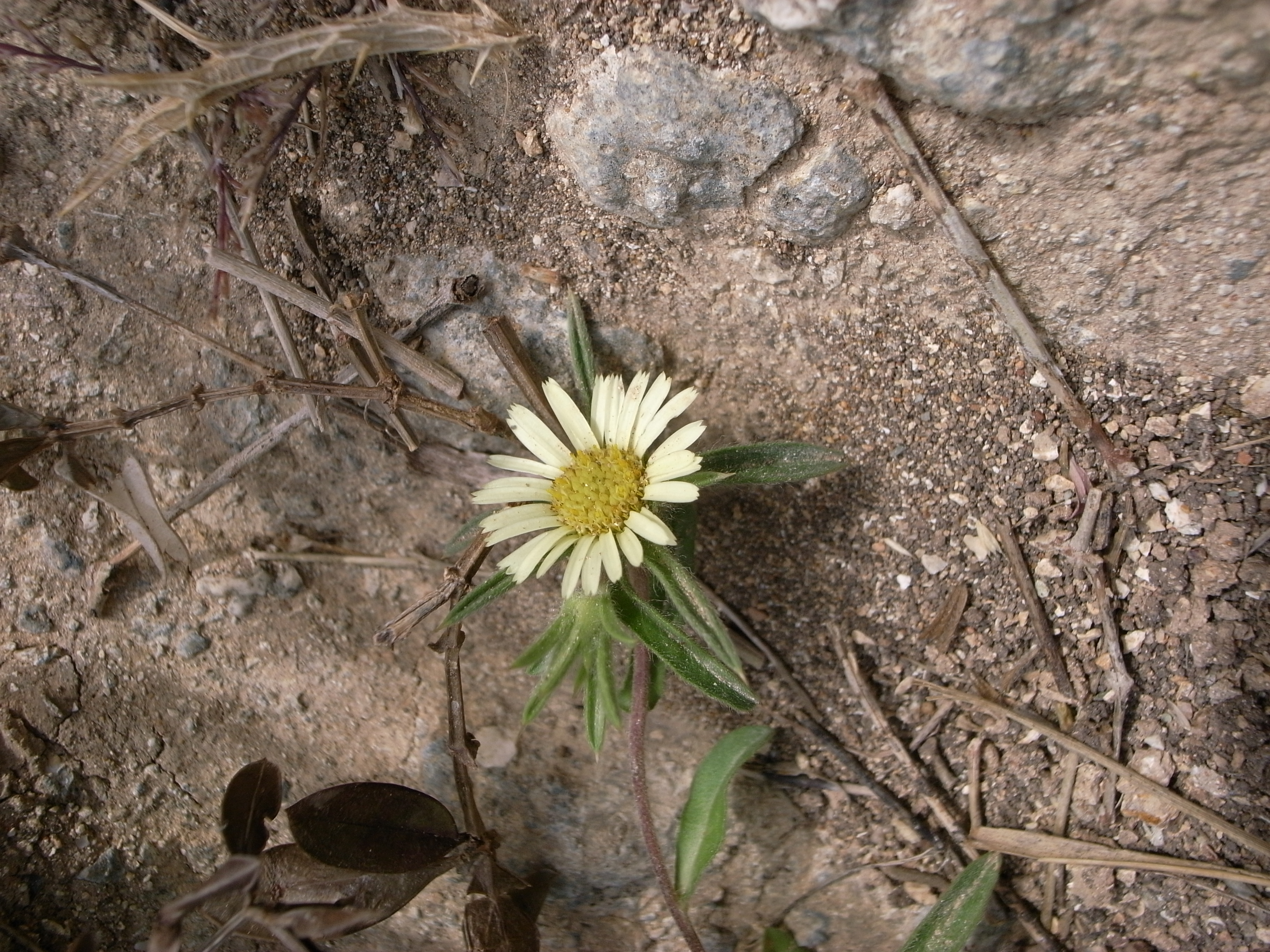
Varietat de flors blanques.
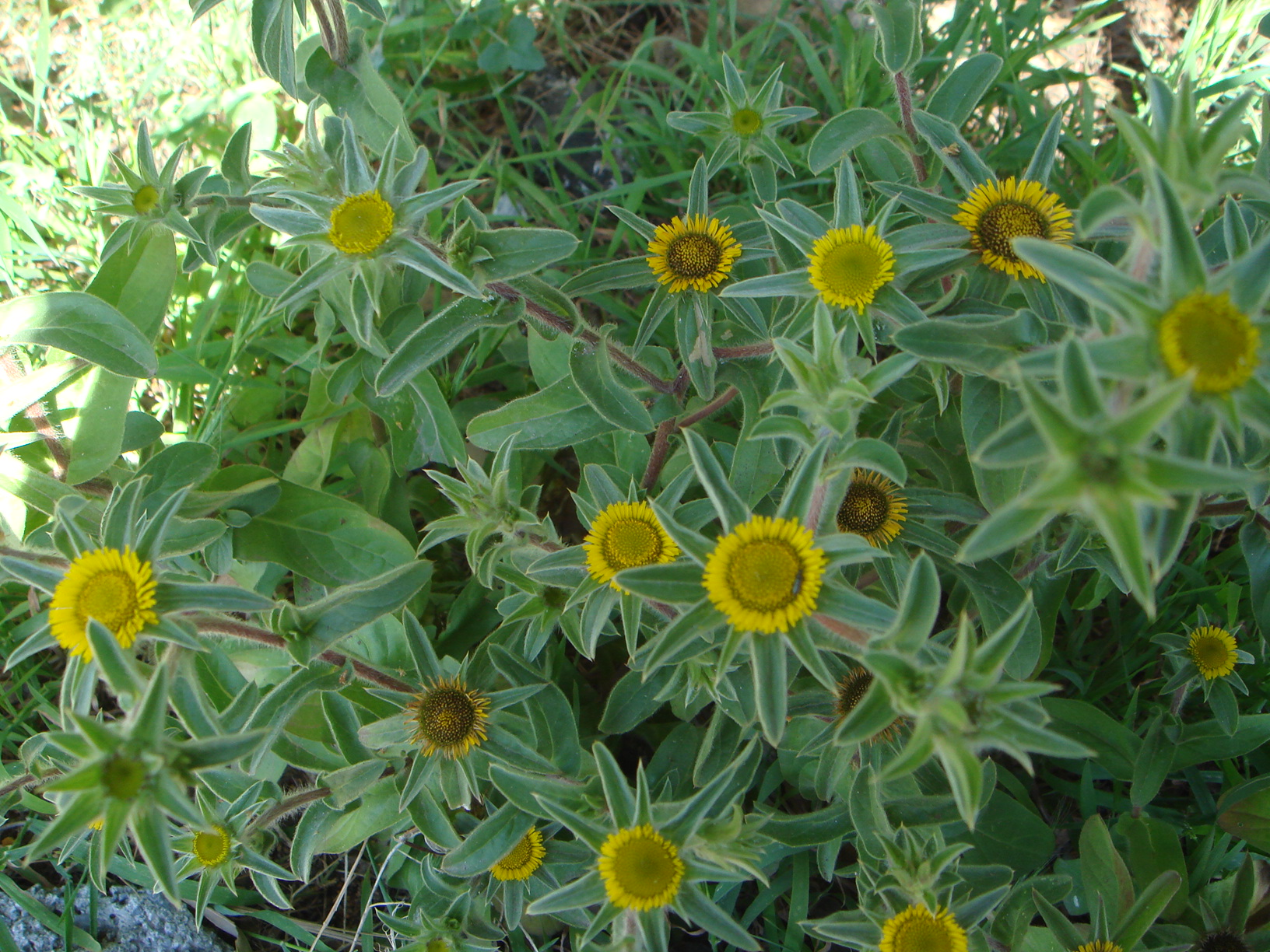
Mota en camp.